# Luci Corneli Mèrula (cònsol 193 aC)
Luci Corneli Mèrula (en llatí: Lucius Cornelius L. f. Merula) va ser un magistrat romà.
Va ser elegit cònsol l'any 193 aC juntament amb Quint Minuci Terme i va rebre la província de la Gàl·lia Cisalpina. Va fer una activa campanya contra els bois als que va derrotar totalment en la batalla de Mutina. Però com que la victòria va ser onerosa pels romans, els seus oficials el van acusar de negligència en la marxa fins a Mutina, i el senat romà li va refusar els honors del triomf a la seva tornada.